# Moseböckerna
Moseböckerna är fem till antalet. På hebreiska ingår de som de första böckerna i Torah och på grekiska kallas de Pentateuken. De kallas för moseböckerna eftersom de enligt judisk och kristen tro traditionellt anses vara författade av Mose. Den dominerande vetenskapliga åsikten är dock att de är sammanställda av fyra huvudsakliga källtexter, den s.k. fyrkällsteorin.
De fem moseböckerna:
- Första Moseboken, Genesis, "ursprungets bok" - skapelseberättelsen, syndafloden, patriarkernas historier;
- Andra Moseboken, Exodus, "uttågets bok" - Israels uttåg ur Egypten och vandringen i öknen;
- Tredje Moseboken, Leviticus, "levitboken" - bestämmelser för det levitiska prästerskapet;
- Fjärde Moseboken, Numeri, "uppräkningarnas bok" - detaljerade tågordningar för ökenvandringen och några händelser;
- Femte Moseboken, Deuteronomium, "den andra lagen" - Moses erinrar folket om lagen och om historia.

Dessa är inte de ursprungliga benämningarna, utan de uppkom i en senare tid, då, i enlighet med den judiska traditionen, den föreställningen blivit gängse, att Mose var böckernas författare. Den föreställningen har bibehållit sig ända in i nuvarande tid. Men den moderna bibelforskningen har bevisat denna föreställnings vetenskapliga ohållbarhet. Utgångspunkt för Pentateukforskningen har varit den, redan på 1600-talet, uppmärksammade bristen på enhet i de så kallade Moseböckernas framställningssätt. Omedelbart i början av Genesis ter sig övergången från 1:a till 2:a kapitlet inte naturlig och de båda kapitlens framställningssätt är dessutom ganska olika. Att i dessa böcker föreligger ett, av material från flera urkunder sammansatt, arbete, var en åsikt som uttalades bland andra av den bekante judiske filosofen Spinoza. Han ansåg Esra vara författare till Pentateuken, en åsikt som under det föregående århundradet framhållits av en katolsk skriftställare, Andreas Masius. 
På närmare undersökning om sammansättningen av Genesis inlät sig under mitten av 1700-talet en professor i Paris av judisk börd, Jean Astruc. Han fann då, att i vissa kapitelavdelningar, kapitel och kapitelserier namnet Elohim användes som benämning på Gud, i andra däremot namnet Jahve och att vidare de ställen, där Gud nämndes Elohim, hade en annan stil än de ställen, där han nämndes Jahve. Därav drog han den slutsatsen, att Genesis var sammansatt av två urkunder, som han kallade den elohistiska och den jehovistiska. Dessutom trodde han sig här och där se spår av upp till tio andra, mindre källskrifter. Astrucs "urkundshypotes", som för övrigt saknade all destruktiv tendens och snarare hade apologetiskt syfte, blev epokgörande i den gammaltestamentliga bibelkritikens historia. 
Astrucs urkundshypotes gav emellertid i Tyskland upphov åt en vittgående, delvis ganska äventyrlig bibelkritik, vars egentlige grundläggare blev Wilhelm de Wette, från 1806. Hade Astruc förfäktat den meningen, att Mose själv var den Pentateukens författare, som använt den elohistiska och den jehovistiska urkunden, sökte däremot De Wette visa att detta var omöjligt. Han antog att Pentateuken småningom uppkommit under olika tider, varvid Genesis, Exodus och Leviticus hade särskilda, under olika tider levande författare, och Numeri vore en fortsättning till de föregående samlingarna. Författandet hade börjat, allra tidigast, under den davidiska perioden, och författarna hade delvis betjänat sig av äldre källor. Yngst var Deuteronomium, som förutsatte de andra så kallade Moseböckerna; den var från konung Josias tid eller möjligen från exilens. För övrigt frånkänner han Moseböckerna deras historiska värde och anser det mesta av deras innehåll för myter och ren dikt. Såsom anhängare av en utvecklingsteori, som icke erkänner möjligheten av något tillbakagående i historien, ansåg han det omöjligt, att domartidens religiösa och politiska förvirring kunnat följa på den mosaiska tidens harmoniska tillstånd. Det naturliga var därför, att ur domartidens kaos utvecklat sig ett politiskt och religiöst ordnat tillstånd, vilket i Pentateuken falskeligen tillskrivs en lagstiftning genom Mose. Samtidigt med denna åsikt och i jämbredd med den utbildade sig småningom även den åsikten, att Josuas bok förskriver sig från samma hand som Pentateuken och bör betraktas såsom dess sjätte del, varför man borde tala om "Hexateuken" (den av sex delar bestående boken) i stället för om Pentateuken. Ur detta sexdelade arbete kan man utbryta Deuteronomium som en alldeles självständig lagbok. De övriga böckerna är huvudsakligen sammansatta av två urkunder: en äldre, den egentliga grundskriften, kallad "Elohisten", samt en yngre, kallad "Jehovisten". 
Det finns även en sjätte mosebok och en sjunde mosebok som dock inte har något samband med de bibliska skrifterna och inte kan spåras längre tillbaka än till 1700-talet - då på tyska. De har dock haft viss betydelse för olika magiska föreställningar, och även för rastafarirörelsen.